# Massimiliano Mori

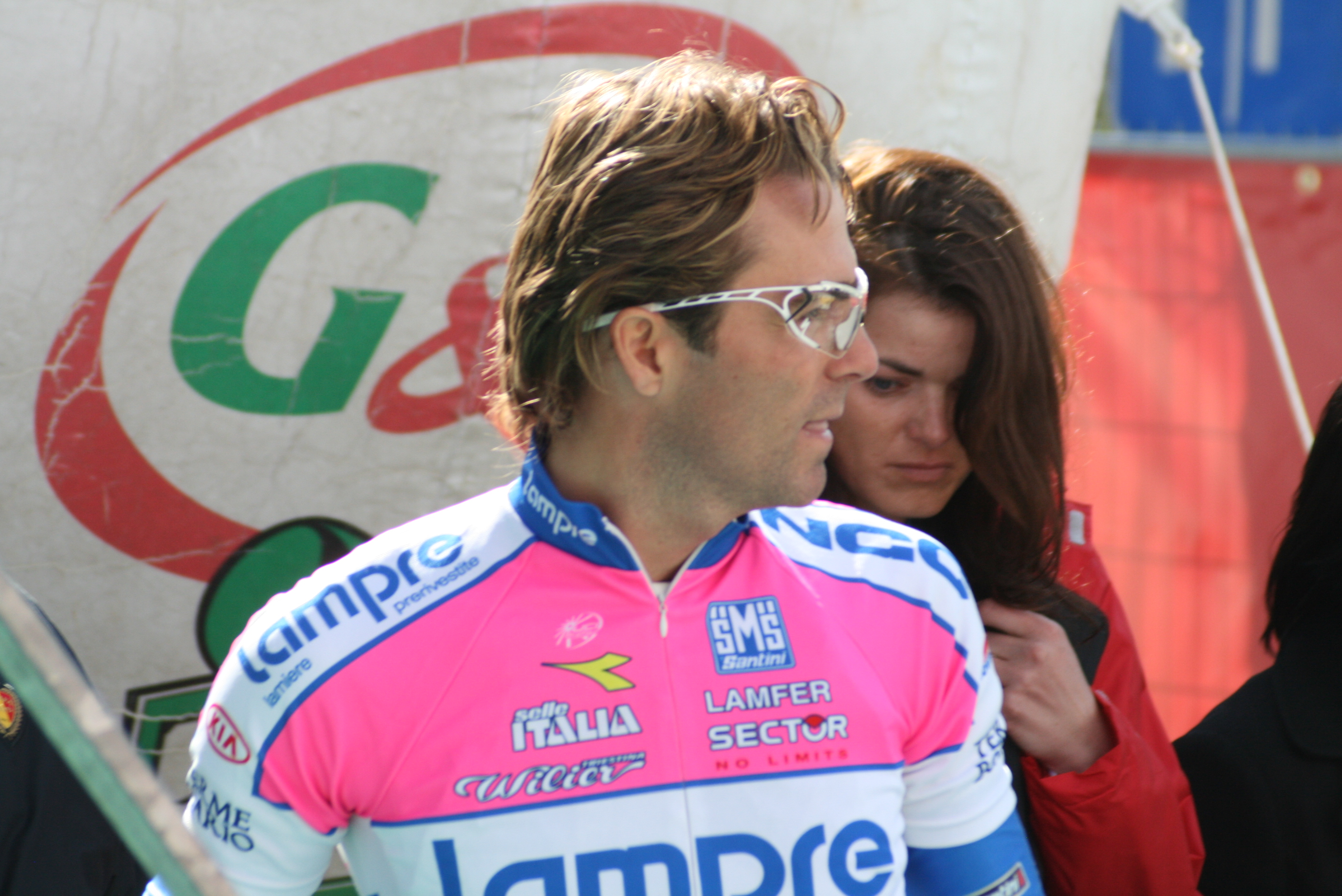
Massimiliano Mori beim E3-Prijs 2009

Massimiliano Mori (* 8. Januar 1974 in San Miniato) ist ein ehemaliger italienischer Radrennfahrer.
1992 wurde Massimiliano Mori Junioren-Weltmeister im Mannschaftszeitfahren. 1995 fuhr er bei Mercatone Uno als Stagiaire, im Jahre darauf für Saeco, nachdem er im Vorjahr bei Mercatone Uno als Stagiaire gefahren war. In seinem zweiten Profijahr konnte er die fünfte Etappe der Settimana Ciclistica Internazionale für sich entscheiden. Bis 2001 fuhr Mori noch für Saeco und danach für Mercatone Uno, Formaggi Pinzolo Fiavè, Domina Vacanze und Naturino-Sapore di Mare. 2007 bis 2009 fuhr er bei dem ProTeam Lampre, zu dem 2009 auch sein Bruder Manuele Mori stieß.
Viermal startete Mori bei der Tour de France, seine beste Platzierung war Rang 67 im Jahr 2000. Viermal startete er bei der Vuelta a España, einmal beim Giro d’Italia.

## Erfolge
1992
- Junioren-Weltmeister – Mannschaftszeitfahren

1997
- eine Etappe Settimana Ciclistica Internazionale

## Teams
- 1995 Mercatone Uno-Saeco (Stagiaire)
- 1996 Saeco-A.S. Juvenes San Marino
- 1997–1998 Saeco
- 1999 Saeco-Cannondale
- 2000 Saeco-Valli & Valli
- 2001 Saeco
- 2002 Mercatone Uno
- 2003 Formaggi Pinzolo Fiavè-Ciarrocchi Immobiliare
- 2004 Domina Vacanze
- 2005–2006 Naturino-Sapore di Mare
- 2007 Lampre-Fondital
- 2008 Lampre
- 2009 Lampre-N.G.C.